# Gene Dersin
Gene Dersin (* 1905 in Jemappes; † 1985 in Florenville) war ein belgischer Jazz- und Unterhaltungsmusiker (Saxophone, Klarinette) und Bandleader.

## Leben und Wirken
Dersin spielte Anfang der 1930er-Jahre bei Lucien Hirsch et son Orchestre (Aufnahmen für Columbia), bevor er mit den Revellers auftrat und 1936 erstmals unter eigenem Namen zwei Titel für das Label Regina einspielte („Snowboat Shuffle“). 1938 wurde er mit dem Ersten Preis des Hot Club des Belges ausgezeichnet. Anfang des folgenden Jahrzehnts leitete Dersin in Brüssel eine Bigband, mit der er 1942 eine Reihe von populären Jazznummern für die Label Olympia und Metrophone einspielte, wie „At the Woodchopper's Ball“, „Body and Soul“, „Begin the Beguine“ oder „The Peanut Vendor“. 1943/44 entstanden weitere Aufnahme seines Orchesters (als Gene Dersin & Les Voix du Rythme mit Vokalbegleitung) für die Label Rhythme („Ridicule Swing!“, „Dans vos yeux/Ciriciribi“) und Decca Records, u. a. die Warren-Gordon-Nummer „My Heart Tells Me“ sowie die Swing-Standards „One O’Clock Jump“ und „Solitude“.
Nach der Befreiung Belgiens spielte er in der ABC Music Hall, wo er Bing Crosby und Mickey Rooney begleitete. 1958 nahm Dersin für Telefunken mit Musikern des Orchesters von Francis Bay auf. Im Bereich des Jazz war er zwischen 1931 und 1958 an 14 Aufnahmesessions beteiligt. In den 1960er-Jahren verlegte er sich mehr auf Tanz- und Unterhaltungsmusik; 1963 legte er bei Telefunken die EP Baile, Cocktail Y Amor vor; im deutschsprachigen Raum erschien das Album Wir tanzen Cha Cha, Samba, Merengue (Telefunken UX 4952).
Seine frühen Aufnahmen im Swing-Idiom wurden u. a. auf den Kompilationen Jazz in Little Belgium: De Collectie Robert Pernet (Koning Boudewijnstichting) und Couleurs Jazz (Wallonie-Bruxelles Musiques) wiederveröffentlicht.